# Tidarren mixtum
Tidarren mixtum là một loài nhện trong họ Theridiidae.
Loài này thuộc chi Tidarren. Tidarren mixtum được Octavius Pickard-Cambridge miêu tả năm 1896.